# Stazione di Firenze Statuto
Stazione di Firenze Statuto vasútállomás Olaszországban, Firenze településen.

## Vasútvonalak
Az állomást az alábbi vasútvonalak érintik:
- Firenze–Róma nagysebességű vasútvonal

## Kapcsolódó állomások
A vasútállomáshoz az alábbi állomások vannak a legközelebb:
- Stazione di Firenze Rifredi (Stazione di Firenze Rifredi, Firenze–Róma nagysebességű vasútvonal)
- Stazione di Firenze Campo di Marte (Stazione di Arezzo, Firenze–Róma nagysebességű vasútvonal)